# 张芷芬
张芷芬（1927年—），女，浙江镇海人，中国数学家，曾任北京大学教授、博士生导师。

## 家庭
女儿章诚爽为新加坡狮华股份公司创始人兼董事长。